# فرانز بولو
فرانز بولو (بالألمانية: Franz Joseph von Bülow) (و. 1861 – 1915 م) هو كاتب ألماني، ولد في فرانكفورت، توفي في درسدن، عن عمر يناهز 54 عاماً.